# Косткевич Олег Борисович
Олег Борисович Костке́вич (нар. 6 листопада 1935, Любліно) — український скульптор; член Спілки радянських художників України з 1965 року. Батько скульптора Олексія Косткевича.

## Біографія
Народився 6 листопада 1935 року в місті Любліному (нині у складі міста Москви, Росія). Здобув середню освіту; спеціальної мистецької освіти не має. Живе в Києві, в будинку на вулиці Ентузіастів, № 47, квартира № 61.

## Творчість
Працював у галузях станкової, монументальної та декоративної скульптури. Створював  станкові скульптурні композиції, портрети, використовуючи граніт, мармур, дерево, бронзу. Серед робіт:
- «Колгоспниця» (1961, граніт);
- «Кобзар» (1963);
- «Будівельниця» (1963, граніт);
- «Кобзар» (1963, оргскло);
- «Тарас Шевченко» (1964);
- «Портрет жінки-будівельниці» (1969, мармур);
- «Монтажниця» (1970, штучний камінь);
- «Футбол» (1980-ті);
- «Галина»;
- «Вероніка» (бронза);
- «Володимир»;
- «Оголена»;
- «Сором'язлива»;
- «Танець»;
- «Пробудження»;
- «Торс»;
- «Дзюдо»;
- «Боротьба»;
- «Ранок»;
- «Матрос зійшов на берег»;
- «Риби»;
- «Леда і лебідь»;
- «Художник і модель»;
- «Любов».

Співавтор статуї «Кобзар» в селі Моринцях (1964, разом з М. Воропаєм).
Брав участь у республіканських та всесоюзних виставках з 1961 року. Персональна виставка відбулася у Києві у 2005 році.
Деякі роботи зберігаються у Державній Третьяковській галереї у Москві.